# Fernand Hibbert
Pour les articles homonymes, voir Hibbert (homonymie).
Pierre Fernand Hibbert (1873-1928) est un romancier, dramaturge, humoriste, enseignant, journaliste et diplomate haïtien, considéré comme l’un des piliers de la littérature haïtienne moderne. Avec son style incisif et son humour caustique, il a offert un regard critique unique sur la société haïtienne du début du XXe siècle, tout en contribuant à définir l’identité culturelle et littéraire nationale.

## Biographie
Né le 8 octobre 1873 à Miragoâne, Fernand Hibbert est l’aîné d’une famille de négociants du sud d’Haïti. 
Son enfance est marquée par des bouleversements historiques, tels que la destruction de Miragoâne en 1883 et le soulèvement de Jean-Pierre Boyer-Bazelais la même année, des événements qui éveillent sa conscience sociale et politique. 
Après des études primaires dans sa ville natale, il intègre le prestigieux Petit Séminaire Collège Saint-Martial à Port-au-Prince, où il se distingue par son intérêt pour l’histoire et la littérature.
En 1890, il quitte Haïti pour poursuivre ses études en France. Étudiant à l’Université de Paris et au Collège de France, il s’immerge dans les courants intellectuels européens, notamment le réalisme, le parnassianisme et les premières formes de littérature engagée. Ces influences transparaîtront dans son écriture, caractérisée par une rigueur formelle et une critique sociale acérée.
Rentré en Haïti en 1895, il épouse l’année suivante Marie Pescaye, une Française rencontrée à Paris. Le couple donne naissance à quatre enfants, dont Lucien Hibbert, recteur de l’Université d’Haïti, et Nicole Hibbert, qui épousera l’écrivain Jacques Roumain, consolidant ainsi une dynastie intellectuelle.

## Carrière littéraire
Fernand Hibbert fait ses débuts littéraires avec des essais historiques, dont Une mulatresse, fille de Louis XIV (1901) et Un nègre à la Cour de Louis XIII (1901), qui témoigne de son intérêt pour les intersections entre histoire, race et pouvoir. 
Il s’impose comme romancier en 1905 avec Sena, le premier d’une trilogie composée de Les Thazar (1907) et Romulus (1908). Ces œuvres, ancrées dans la tradition réaliste, explorent les tensions sociales, les pratiques politiques corrompues et l’hypocrisie des élites haïtiennes.
Hibbert utilise une ironie mordante pour critiquer une société obsédée par les richesses matérielles, tout en écartant l’idéalisation romantique ou sentimentale. Son style direct et humoristique, influencé par les principes parnassiens (structure, économie de mots, précision descriptive), est salué pour sa capacité à allier satire et analyse sociologique. L’universitaire Jean Jonassaint écrit : “Hibbert's incisive narratives masterfully capture the contradictions of Haitian society, exposing its dualities through a unique interplay of humor and realism” (Jonassaint, 1992).
En tant que journaliste, entre 1899 et 1908, Hibbert contribue au quotidien haitien Le Soir, un journal influent cofondé avec Justin Lhérisson, où il développe la lodyans écrite, un genre narratif bref et humoristique. Ce genre, profondément enraciné dans l’oralité haïtienne, est révolutionné par Hibbert, qui y introduit une structure formelle sans perdre sa dimension populaire.

## Style et influences
Fernand Hibbert s’inspira des grands drames historiques d’Haïti, notamment le soulèvement des partisans de Jean-Pierre Boyer-Bazelais en 1883, qui marqua profondément sa jeunesse et influença directement son roman Romulus. Ses premières publications, fortement imprégnées du style parnassien, évoluèrent vers une critique sociale et politique plus affirmée. En parallèle, son engagement auprès de figures littéraires comme Justin Lhérisson et Pétion Gérôme façonna son approche narrative.

## Engagements et contributions
Enseignant au Lycée Pétion dès 1904, Hibbert milite pour une éducation nationale qui valorise l’histoire et la culture haïtiennes. Il joue un rôle clé dans l’intégration de ces thèmes au cursus scolaire, affirmant que “la jeunesse haïtienne doit connaître ses racines pour construire son avenir”.
Son opposition à l’occupation américaine en 1915 marque un tournant dans sa carrière. Hibbert utilise ses fonctions diplomatiques, notamment en tant que ministre à La Havane et secrétaire d’État de l’Instruction publique, pour défendre l’indépendance nationale sur la scène internationale. Il travaille également à moderniser le système éducatif, prônant un accès élargi à la culture et à la connaissance pour les classes populaires.

## Réception et postérité
Fernand Hibbert est unanimement salué par ses contemporains comme un écrivain engagé et un humoriste de génie. Ses romans, qui dévoilent avec brio les travers de la société haïtienne, continuent d’inspirer les écrivains modernes. Les critiques littéraires considèrent son œuvre comme une pierre angulaire de la littérature haïtienne moderne. Selon Georges Anglade, “Hibbert's works are a testament to the power of literature to critique and reform society”.

### Romans
- Séna. Port-au-Prince: Imprimerie de l'Abeille, 1905; Port-au-Prince: Fardin, 1976; Port-au-Prince: Deschamps, 1988.
- Scènes de la vie haïtienne. Les Thazar. Port-au-Prince:  Impr. de l'Abeille, 1907;  Port-au-Prince: Fardin, 1975; Port-au-Prince: Deschamps, 1988.
- Scènes de la vie haïtienne. Romulus. Port-au-Prince: Impr. de l'Abeille, 1908;  Port-au-Prince: Fardin, 1974;  Port-au-Prince: Deschamps, 1988. Texte en ligne
- Le Manuscrit de mon ami. (publié en feuilleton dans Le Matin, 1910)  Port-au-Prince: Imprimerie Chéraquit, 1923;  Port-au-Prince: Fardin, 1976;  Port-au-Prince: Deschamps, 1988.
- Les Simulacres; l'aventure de M. Hellénus Caton. Port-au-Prince: Imprimerie Chéraquit, 1923; Port-au-Prince: Fardin, 1974; Port-au-Prince: Deschamps, 1988; Port-au-Prince: Presses Nationales d'Haïti, 2005. Fernand Hibbert, à travers ce roman écrit depuis 1824, a adressé un message à la nation Haïtienne qui est une exhortation, laquelle Dieudonné Fardin a réitérée en rééditant soixante dix-huit ans après ce même livre, et moi aussi je ré-réitère cette exhortation à travers cet article :  « Mères haïtiennes, le sort de la patrie est entre vos mains! Élevez vos enfants sur cette base de granit de toute éducation: qu’ils sachent obéir et qu’ils apprennent à ne jamais mentir! Alors, nous aurons des femmes aux vertus cornéliennes et des hommes capables de disciplines, d’honneur et de patriotisme viril! Et l’on nous respectera, -parce que nous nous serons enrichis de toutes les qualités morales qui ont toujours imposé le respect, depuis que le monde existe! »

### Nouvelles
- Masques et visages. (publié en feuilleton dans Le Soir, 1910)  Port-au-Prince:  Deschamps, 1988.

### Théâtre
- Une Affaire d'honneur, comédie en une acte. Port-au-Prince: Imprimerie de l'Abeille, 1916.
- La Réclamation Hopton, comédie en deux actes. Port-au-Prince: Imprimerie de l'Abeille, 1916.
- Théâtre. (Une affaire d'honneur, La réclamation Hapton, Le caïman). Port-au-Prince: Deschamps, 1988.